# Notfall- und Krisenmanagement
Notfall- und Krisenmanagement umfasst den systematischen Umgang mit Notfall-, Krisen- und Katastrophenlagen. Dazu gehört sowohl die allgemeine Prävention, als auch die Identifikation, Analyse, Einleitung und Verfolgung von Gegenmaßnahmen sowie das Entwickeln von abgestimmten Bewältigungsstrategien im Kontext von oben genannten Lagen.

## Einleitende Betrachtung
Die Begriffe Notfallmanagement und Krisenmanagement wurden in der Vergangenheit häufig voneinander getrennt und als eigenständige Gebiete betrachtet. Ein Notfall kann sich zu einer Krise zuspitzen und eine Krise kann zu einer Katastrophe anwachsen. Aus dem vorangegangenen Faktum ergibt sich die Sinnhaftigkeit, die Entitäten nicht ausschließlich getrennt voneinander zu betrachten und sich beim Eintritt von Notfall- und Krisensituationen einer auf interdisziplinärer Zusammenarbeit fußenden, fundierten Expertise zu bedienen.
Darüber hinaus entstehen und wachsen im Zuge von globalisierungs- und technikbedingten Veränderungen in der Gesellschaft stetig (neue) Unsicherheitsfaktoren. Individuen, Institutionen und ganze soziale Systeme sind zunehmend nicht vorhersehbaren, unbeeinflussbaren und miteinander vernetzten Ereignissen (Notfälle, Krisen, Katastrophen) ausgesetzt und müssen die darauf folgenden Herausforderungen und Gegebenheiten situationsadäquat bewältigen.

## Gegenstände des Notfall- und Krisenmanagements
Erfolgreiches Notfall- und Krisenmanagement beinhaltet Konzepte zur Problemlösung aus den Bereichen Notfall, Krise und Katastrophe und bietet somit umfängliche Möglichkeiten zur Prävention, zum Umgang und zum Managen der damit einhergehenden Problemlagen. Das Gesamtsystem der Gefahrenabwehr wird aus Sicht des Notfall- und Krisenmanagements aus vielen unterschiedlichen Perspektiven thematisiert, um Individuen oder Institutionen möglichst umfassend auf die Konfrontation mit Notfällen, Krisen und Katastrophen vorzubereiten. In diesem Kontext haben natur- und ingenieurwissenschaftliche Perspektiven ebenso ihre Berechtigung, wie eine sozial- und gesellschaftswissenschaftliche Betrachtung, was die interdisziplinäre Ausrichtung des Notfall- und Krisenmanagements betont. Die Planung, Durchführung und Evaluation von Maßnahmen zur primären und sekundären Prävention von Notfällen stehen ebenso im Fokus, wie die Übernahme von Führungs- und Leitungsverantwortung in Katastrophenlagen. Auch das Krisenmanagement bei Behörden oder Wirtschaftsunternehmen ist inbegriffen. Überdies sind Individualnotfälle und Großschadenslagen gleichwertiger Gegenstand eines umfassenden Notfall- und Krisenmanagements. Sozialwissenschaftliche Forschungsfelder ergeben sich insbesondere in Bereichen wie empirischer Katastrophenforschung, Katastrophenplanung, Krisen- und Katastrophenkommunikation, Katastrophenmanagement, Internationaler Zusammenarbeit sowie in bezugswissenschaftlichen Disziplinen.
Als Katastrophenforschung kann der Versuch verstanden werden, „[…] mit wissenschaftlichen Methoden die Wirkgefüge aufzuklären, die zu systematischem Scheitern führen“. Ein eine Katastrophe bedingendes Ereignis steht selten allein und isoliert, daher ist es in der Katastrophenforschung von Interesse zu betrachten, wie verschiedene Faktoren zusammenwirken und zu einer Katastrophe führen (können) oder selbige beeinflussen (können).
Katastrophenplanung beinhaltet den aktiven Umgang mit Gefahrenanalyse und Katastrophenschutz sowie den synergetischen Gesamtprozess der Gefahrenabwehr.
Das Katastrophenmanagement beschäftigt sich mit der systematischen Vorsorge (Risikoanalyse, Vorbeugung, Bereitschaftserhöhung), Abwendung (Frühwarnung) und Bewältigung von Katastrophen.
Der Bereich der Krisen- und Katastrophenkommunikation betrachtet kommunikationswissenschaftliche Aspekte (Krisenkommunikationsforschung) im Kontext von Schadensereignissen, sowohl auf interner und externer, als auch von lokaler bis internationaler Ebene.
Die internationale Zusammenarbeit beinhaltet den Stand und die Entwicklung der internationalen Katastrophenhilfe und alle damit einhergehenden (auch z. B. rechtlichen) Aspekte, die zum Vermögen beitragen Auslandseinsätze verstehen, planen und durchführen zu können.

### Notfall- und Krisenmanagement im wissenschaftlichen Kontext
Die wissenschaftliche Auseinandersetzung mit den erwähnten Inhalten birgt für Einzelindividuen, Wirtschaftsakteure sowie ganze soziale Systeme einen erheblichen Vorteil. Valide Erkenntnisse aus dem Notfall- und Krisenmanagement können im Bereich der öffentlichen und betrieblichen Gefahrenabwehr effektiv genutzt werden und bieten neue Zugänge und Möglichkeiten bei der Prävention und dem Management von Schadensereignissen.
Auch die Evaluation von Großschadenslagen nach wissenschaftlichen Standards ist Bestandteil des Notfall- und Krisenmanagements im hier gegenwärtigen Kontext. Die sich verändernden, globalen Verhältnisse, bringen neben Chancen auch neue Problemlagen mit sich, für die die bestehenden Notfall-, Krisen- und Katastrophensysteme unter Umständen keine ausreichenden Lösungen bieten. Die Forschungsarbeit im Bereich des Notfall- und Krisenmanagements wird auch von staatlicher Seite aus genannten Gründen voran getrieben, was die Relevanz dieses Themas unterstreicht.
Auf diese Weise können zudem aktuelle, globale Entwicklungen berücksichtigt und durch wissenschaftliche Begleitforschung umfängliche Strategien und Konzepte erarbeitet werden, um den Herausforderungen der Gegenwart erfolgreich gegenüberzutreten.

#### Notfall- und Krisenmanagement im Kontext von Unternehmen
Mit steigender Betriebsgröße sowie mit wachsender Bedeutung für die Aufrechterhaltung gesamtgesellschaftlicher Systeme (Telekommunikation, Logistik, Gesundheitswesen etc.) unterhalten viele Unternehmen eigene Abteilungen, die sich sowohl präventiv als auch in Akutsituationen mit (Bedrohungs-)Lagen durch Notfälle, Krisen und Katastrophen auseinandersetzen. So soll beispielsweise mithilfe des Business Continuity Managements (Betriebskontinuitätsmanagement) der Fortbestand eines Unternehmens in Notfall-, Krisen- und sonstigen bedrohlichen Situationen gesichert werden. Tätigkeiten und Prozesse innerhalb einer Unternehmung werden dann über alternative Pläne und Handlungsmöglichkeiten in Krisensituationen oder bei sonstigen Störungen aufrechterhalten. Somit wird die Stabilität der Geschäftsprozesse erhöht, die Leistungsfähigkeit eines Betriebes wird nur kurzzeitig begrenzt oder eingeschränkt. Auch die wirtschaftliche Existenz eines Unternehmens sowie die Funktionsfähigkeit für Prozesse, die das gesamtgesellschaftliche Leben betreffen, bleiben erhalten.